# 1931 في فنلندا
فيما يلي قوائم الأحداث التي وقعت خلال عام 1931 في فنلندا.

## سياسة

### تعيين في المنصب
- 1 مارس – بير إفيند سفينهوفد رئيس فنلندا.

### انتهاء فترة المنصب
- 16 فبراير – بير إفيند سفينهوفد عضو برلمان فنلندا  [لغات أخرى]‏،رئيس وزراء فنلندا.
- 2 مارس – لاوري كريستيان ريلاندر رئيس فنلندا.

## مواليد

### يناير
- 25 يناير – بآفو هآفيكو

### أكتوبر
- 20 أكتوبر – انتي هيري كاتب فنلندي.

## وفيات

### مارس
- 7 مارس – أكسيلي غالن كاليلا (مواليد 1865) رسام فنلندي.